# Михайловка (Боготольский район)
Михайловка — деревня в Боготольском районе Красноярского края России. Входит в состав Юрьевского сельсовета. Находится на левом берегу реки Четь, примерно в 9 км к северо-северо-западу (NNW) от районного центра, города Боготол, на высоте 244 метров над уровнем моря.

## Население
| 2010 |
| ---- |
| 6    |

По данным Всероссийской переписи, в 2010 году численность населения деревни составляла 6 человек (3 мужчины и 3 женщины).

## Улицы
Уличная сеть деревни состоит из одной улицы (ул. Михайловская).